# Studio Bagel
Pour les articles homonymes, voir Bagel (homonymie).
 (février 2019).
Studio Bagel (prononcé en français : [baɡɛl]) est un label de Canal+ dédié à la comédie, une société de production audiovisuelle, et une agence de publicité caméléon fondée autour d'un collectif d'humoristes.

## Histoire
Lorenzo Benedetti a le projet de créer le Studio Bagel, le 11 août 2012 pour en faire une chaîne premium sur internet dédiée à l'humour. Il s'appuie sur le soutien de la société Blackdynamite alors dirigée par Éric Hannezo et Guillaume Lacroix. La chaîne recrute alors 11 vidéastes, comédiens et humoristes populaires sur Internet, tels que Jérôme Niel, Monsieur Poulpe, Mister V, Kemar et Natoo, ainsi qu'une équipe de réalisateurs et d'auteurs, pour la plupart issus du web, tels que Ludoc, Axel Maliverney ou encore Tarik Seddak, puis publie son premier sketch le jeudi 15 novembre 2012 (Les Chinois contre-attaquent). Studio Bagel s'impose comme une des chaînes YouTube les plus populaires en France (hors chaînes musicales).
À la rentrée 2013, pour sa deuxième saison, Studio Bagel devient une véritable société de production et est approché par la chaîne Canal+ pour produire trois pastilles humoristiques : Le Dézapping du Before, Les Tutos et Pendant ce temps, diffusées dans les émissions Le Grand Journal et Le Before, tout en continuant de produire des sketchs sur YouTube et des contenus sponsorisés.
Le groupe Canal+ rachète 60 % du capital du Studio Bagel, le 3 mars 2014,,. Le 30 juin 2016, la saison 5 est achevée.
À la rentrée 2014, Studio Bagel lance deux nouvelles chaînes YouTube, Studio Movie et Studio Gaming, dans le but d'introduire et de tester de nouveaux talents, de lancer de nouveaux projets vidéo sur les thèmes du cinéma et du jeu vidéo, et de développer un nouveau type de partenariat avec les marques, le marketing de contenu.
Le 4 mars 2022, Canal+ annonce la refondation de la marque en tant que label des créations « humour » de la chaîne. Elle annonce pour l'occasion une série de nouveaux contenus, avec le retour de Ludoc, réalisateur historique du Studio et une nouvelle équipe d'humoristes autour de Monsieur Poulpe, Kyan Khojandi et Mister V qui auront chacun leur propre émission.

## Comédiens

### Équipe historique (2013-2019)
- Jérôme Niel
- Monsieur Poulpe
- Ludovik
- Kemar
- Natoo
- Mister V
- Gaël Mectoob
- Kevin Razy
- Marion Seclin
- Greg Guillotin
- Alison Wheeler
- Baptiste Lorber

Lors des deux premières saisons, les comédiens étaient invités à participer activement à l'écriture des sketchs web. Mais depuis la saison 3, en raison du rythme soutenu des tournages de télévision, les têtes d'affiche de Studio Bagel se limitent à jouer dans les vidéos, n'ayant plus réellement le temps d'écrire avec les auteurs.
Les membres de l'équipe de production et les auteurs du Studio Bagel apparaissent ou jouent fréquemment dans les productions du Studio.
Maxime Musqua faisait partie du Studio Bagel à son lancement et l'a quitté après une saison, en juillet 2013 pour se concentrer sur sa collaboration avec Le Petit Journal. Gaël Mectoob, Alison Wheeler et Baptiste Lorber ont rejoint l'équipe respectivement au milieu de la 1re saison, à la rentrée 2013 et à la rentrée 2014.

### Nouvelle équipe (2022-...)
- Monsieur Poulpe
- Kyan Khojandi
- Mister V
- Bertrand Usclat
- Pauline Clément
- Laura Felpin
- Kemar
- Moustafa Benaibout

## Programmes diffusés à la télévision et sur Internet
- Le Dézapping du Before : courts sketches parodiant la télévision française, sous la forme d'un zapping et diffusé dans le Before du Grand Journal.
- Les Tutos : parodie des tutoriels par Jérôme Niel (septembre 2013-juin 2014 puis en ouverture du clair depuis mars 2015)
- Pendant ce temps : avec Kevin Razy, Julien Pestel, Kemar, Vanessa Guide, Inna Modja et Alison Wheeler, diffusé dans le Grand Journal puis à 18h05, en ouverture du clair de Canal+ (depuis septembre 2013)
- Speakerine : présentation décalée du programme TV du soir, avec Jérôme Niel, diffusé dans le Grand Journal (depuis septembre 2014)
- Le Tour Du bagel : diffusé sur Canal+ Séries (depuis octobre 2015)
- La Collection : diffusé sur Canal+ Décalé (depuis avril 2018)
- MST (Moyennement Sûr du Titre) : sketch show animé par Mister V, diffusé sur Canal+ en avril 2022
- Mininours : dessin animé diffusé sur tous les réseaux sociaux du Studio Bagel depuis mars 2022
- Hot Ones : émission adapté du format d'interview américain consistant à interviewer différentes personnalités avec des piments allant du moins au plus fort. Elle est animée par Kyan Khojandi et est diffusé sur Canal+ depuis le 11 avril 2022
- Broute : programme court parodiant le média Brut avec Bertrand Usclat et le collectif Yes Vous Aime

## Chaînes diffusées sur Internet
Studio Bagel produit et/ou possède un certain nombre de chaînes YouTube.

### Chaînes appartenant à Studio Bagel
Cette section ne s'appuie pas, ou pas assez, sur des sources secondaires ou tertiaires indépendantes du sujet.

Pour l'améliorer, ajoutez-en, ou placez des modèles {{Source secondaire souhaitée}} ou {{Source secondaire nécessaire}} sur les passages mal sourcés. (octobre 2022)
- Studio Bagel : chaîne principale.
- Studio Movie, une chaîne proposant des sketches basés sur le monde du cinéma.
- Studio Gaming, qui propose des sketchs et détournements sur l'univers du jeu vidéo.
- La Biscotte, chaîne d'humour basé sur le monde du sport.
- Inernet (depuis sa saison 3), qui propose des sketchs totalement absurdes, écrits et interprétés par Matthias Girbig et Benoît Blanc. Est produite la série Le Département pour Canal + du 11 septembre 2016 au 24 juin 2017. Quelques sketchs sont également produits par Studio Bagel, tout comme la série ROMAN FOTO diffusée en 2019. Depuis, la chaîne est redevenue indépendante.
- WeMaman, qui propose des sketchs et des tutoriels autour de la maternité.
- Le Dézapping du Before, un florilège des émissions de la semaine, chaque dimanche.
- Les Tutos, un épisode par semaine juste après sa diffusion dans le Grand Journal.
- Speakerine, un épisode par jour juste après sa diffusion dans le Grand Journal.
- Bapt&Gaël, des sketchs sur l'humour immature avec Baptiste Lorber et Gaël Mectoob.
- Les Recettes pompettes, une émission un mercredi sur 2 où Monsieur Poulpe invite une personnalité à cuisiner et boire des shots.
- Nou, en coproduction avec Greg Guillotin. La chaîne diffuse principalement des caméras cachées rebaptisées Pranques. La production exécutive est assurée par David Tuil (Or Films).
- Paul Taylor (Anciennement Funny Bones, puis What The Fuck France, puis What's Up France), une chaîne dédiée dans un premier temps à des sketchs, puis du 10 septembre 2016 au 1er juillet 2017 y ont été publiés les épisodes du programme court What The Fuck France, et à partir du 14 septembre 2017 y sont diffusés les épisodes du programme court What's Up France ? En Septembre 2018, la chaîne change de nom pour Paul Taylor, et toutes ce qu'il y produit pour Canal + y est publié.
- So Andy, chaîne Youtube de DIY, incarnée par Andy Raconte.
- Astrid, chaîne YouTube d'humour absurde, portée par Vincent Tirel.

### Chaînes produites pour des tiers
Studio Bagel assure la production exécutive de la chaîne Jordi et Martin[réf. souhaitée] (anciennement Canal Bis) pour Canal+.